# Circuit Het Nieuwsblad féminin 2025
Pour la course masculine, voir Circuit Het Nieuwsblad 2025.
La 20e édition du Circuit Het Nieuwsblad féminin a eu lieu le 1er mars 2025. C'est la quatrième épreuve de l'UCI World Tour féminin. C'est également la première épreuve internationale disputée en Europe pour les féminines et est considérée comme le début de la saison des classiques. Elle est remportée par la Belge Lotte Claes. 

## Présentation

### Équipes
| UCI Women's WorldTeams (15)- Team SD Worx-Protime - Canyon//SRAM zondacrypto - FDJ-Suez - AG Insurance-Soudal Team - Ceratizit Pro Cycling Team - Fenix-Deceuninck - Human Powered Health - Lidl-Trek - Liv AlUla Jayco - Movistar Team - Team Picnic PostNL - Roland - Team Visma \| Lease a Bike - UAE Team ADQ - Uno-X Mobility UCI Women's ProTeams (6)- EF Education-Oatly - VolkerWessels Women's Pro Cycling Team - Arkéa-B&B Hotels Women - Cofidis Women Team - St Michel-Preference Home-Auber93 - Winspace Orange Seal Équipes féminines continentales (3)- Bepink-Imatra-Bongioanni - DD Group Pro Cycling - Lotto Ladies |
| |

### Parcours
Le départ fictif est donné depuis Gand et celui officiel à Merelbeke. L'arrivée se trouve à Ninove.
Huit monts sont au programme de cette édition, dont certains recouverts de pavés :
| Mont | Nom             | Km    | Revêtement | Longueur (m) | Pente moyenne | Pente maxi | Km de l'arrivée |
| ---- | --------------- | ----- | ---------- | ------------ | ------------- | ---------- | --------------- |
| 1    | Edelareberg     | 68,7  | asphalte   | 1525         | 4,2 %         | 7 %        | 58,4            |
| 2    | Wolvenberg      | 73,5  | asphalte   | 645          | 7,9 %         | 17,3 %     | 53,6            |
| 3    | Molenberg       | 85,9  | pavé       | 463          | 7 %           | 14,2 %     | 41,2            |
| 4    | Leberg          | 93,4  | asphalte   | 950          | 4,2 %         | 13,8 %     | 33,7            |
| 5    | Berendries      | 97,5  | asphalte   | 940          | 7 %           | 12,3 %     | 29,6            |
| 6    | Elverenberg     | 99,9  | asphalte   | 1 268        | 3,6 %         | 9 %        | 27,2            |
| 7    | Mur de Grammont | 111,4 | pavés      | 475          | 9,3 %         | 19,8 %     | 15,7            |
| 8    | Bosberg         | 115,3 | pavés      | 980          | 5,8 %         | 11 %       | 11,8            |

En plus des traditionnels monts, il y a cinq secteurs pavés :
| Secteur | Nom              | Km   | Longueur (m) | Km de l'arrivée |
| ------- | ---------------- | ---- | ------------ | --------------- |
| 1       | Lange Munte (nl) | 27,1 | 2 500        | 99,0            |
| 2       | Holleweg         | 70,9 | 650          | 56,2            |
| 3       | Kerkgate         | 77,1 | 1400         | 50,0            |
| 4       | Jagerij          | 79,7 | 800          | 47,4            |
| 5       | Haaghoek (nl)    | 90,4 | 2 000        | 36,7            |

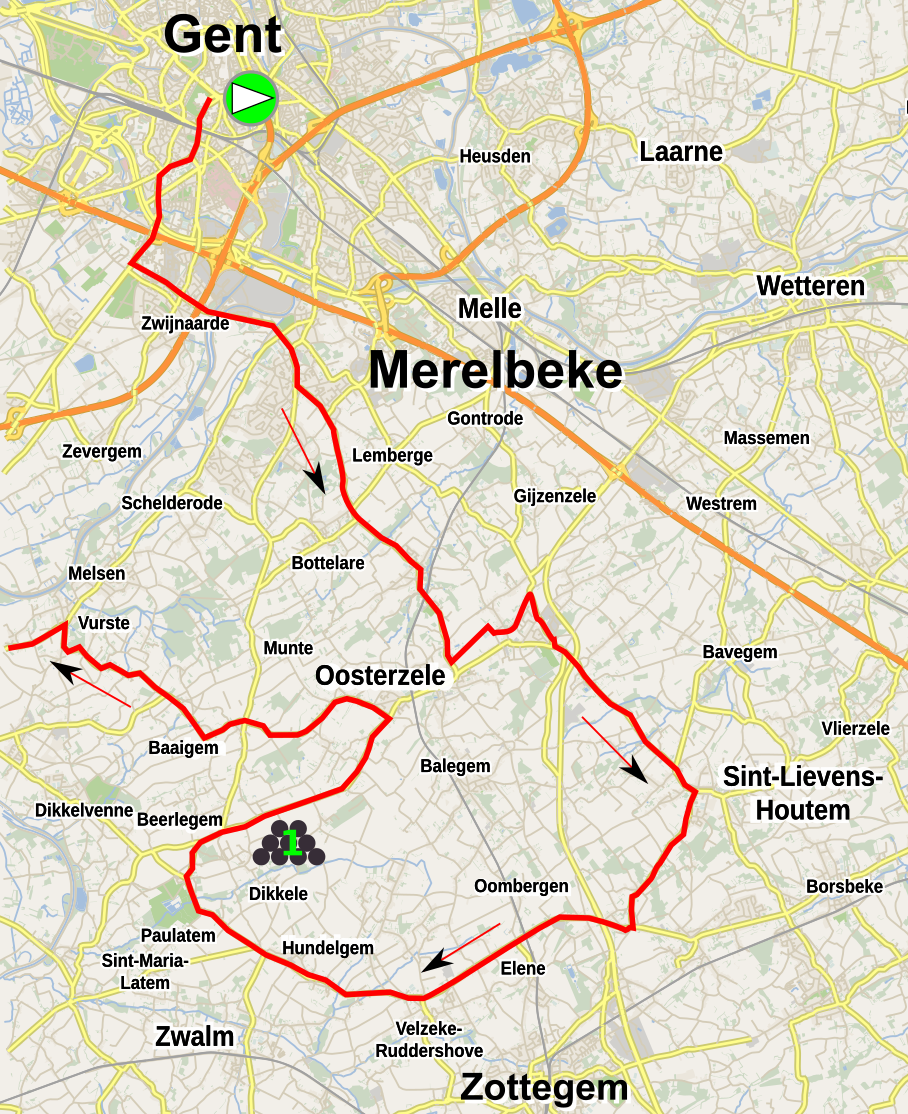
Partie nord de la course
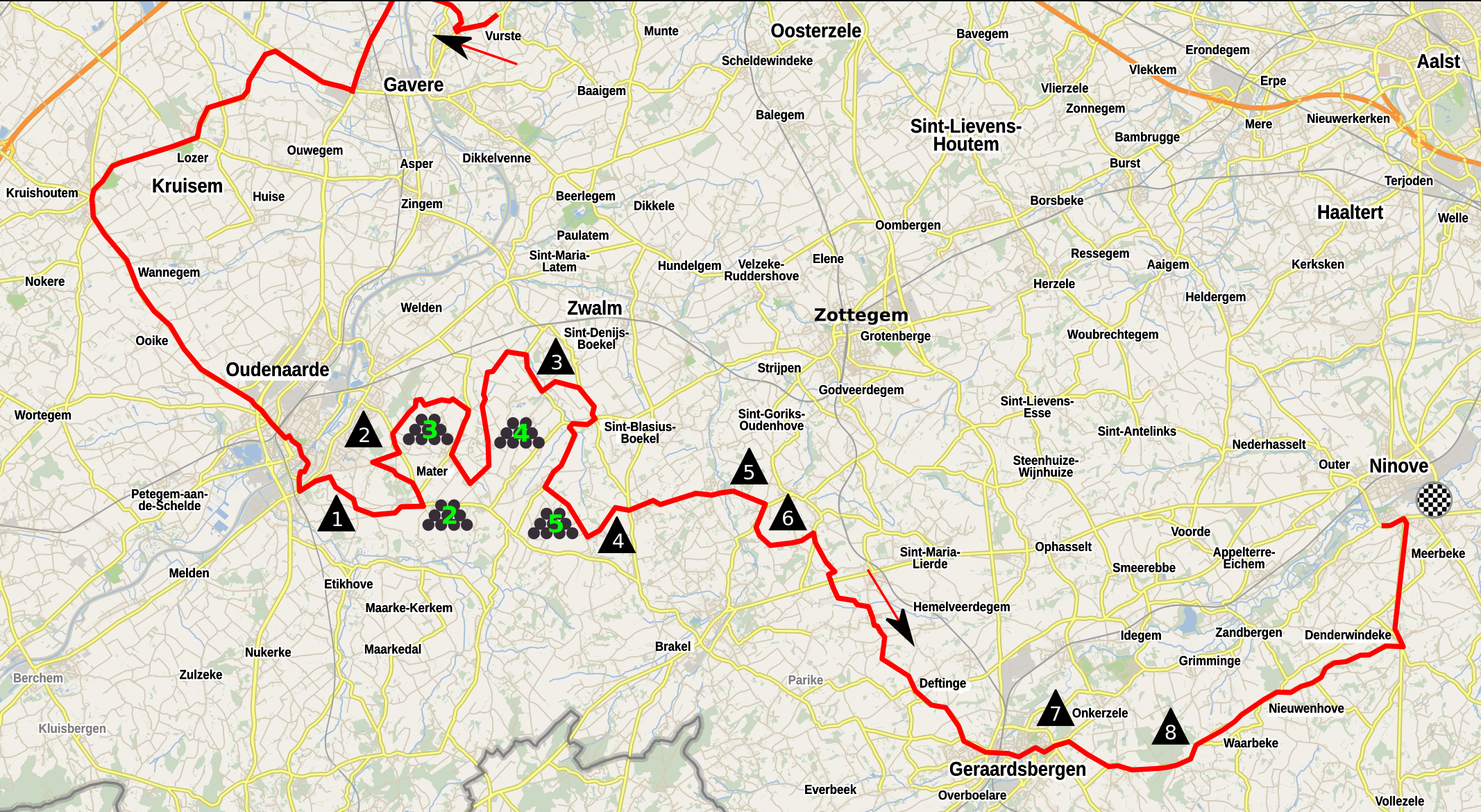
Partie sud de la course

## Récit de la course
Dès le premier kilomètre, une échappée de quatre coureuses se forme. Elle se compose de Lotte Claes, Elena Pirrone, Aurela Nerlo et Mieke Docx. Le groupe compte jusqu'à 13 minutes d'avance et aucune équipe ne semble prendre en main la poursuite au sein du peloton. Lotte Claes s'isole en tête de la course avec Aurela Nerlo dans le mur de Grammont. Au sommet, alors qu'il reste une quinzaine de kilomètre, le duo possède près de 5 minutes d'avance sur Demi Vollering et Puck Pieterse qui viennent de s'extirper du peloton. Dans le dernier kilomètre, Aurela Nerlo tente une attaque mais Lotte Claes revient sur elle et passe devant. La coureuse belge âgée de 31 ans remporte ainsi la première victoire de sa carrière ainsi que la première victoire de niveau World Tour pour son équipe Arkéa-B&B Hôtels,.

## Classement final
| \| Classement général \| Classement général \| Classement général \| Classement général \| Classement général \| \| Coureuse \| Coureuse \| Pays \| Équipe \| Temps \| \| ------------------ \| --------------------- \| ------------------ \| ------------------------ \| ------------------ \| \| 1re \| Lotte Claes[1] \| Belgique \| Arkéa-B&B Hotels Women \| 3 h 39 min 43 s \| \| 2e \| Aurela Nerlo \| Pologne \| Winspace Orange Seal \| + 0 s \| \| 3e \| Demi Vollering \| Pays-Bas \| FDJ-Suez \| + 3 min 25 s \| \| 4e \| Puck Pieterse \| Pays-Bas \| Fenix-Deceuninck \| + 3 min 25 s \| \| 5e \| Lorena Wiebes \| Pays-Bas \| SD Worx-Protime \| + 3 min 35 s \| \| 6e \| Eleonora Gasparrini \| Italie \| UAE Team ADQ \| + 3 min 35 s \| \| 7e \| Pfeiffer Georgi \| Royaume-Uni \| Team Picnic PostNL \| + 3 min 35 s \| \| 8e \| Clara Copponi \| France \| Lidl-Trek \| + 3 min 35 s \| \| 9e \| Ilse Pluimers \| Pays-Bas \| AG Insurance-Soudal Team \| + 3 min 35 s \| \| 10e \| Margot Vanpachtenbeke \| Belgique \| VolkerWessels \| + 3 min 35 s \| |                       |             |                          |                 |
| |                       |             |                          |                 |
| Source : ProCyclingStats |                       |             |                          |                 |
| Classement général |                       |             |                          |                 |
| Coureuse | Coureuse              | Pays        | Équipe                   | Temps           |
| 1re | Lotte Claes           | Belgique    | Arkéa-B&B Hotels Women   | 3 h 39 min 43 s |
| 2e | Aurela Nerlo          | Pologne     | Winspace Orange Seal     | + 0 s           |
| 3e | Demi Vollering        | Pays-Bas    | FDJ-Suez                 | + 3 min 25 s    |
| 4e | Puck Pieterse         | Pays-Bas    | Fenix-Deceuninck         | + 3 min 25 s    |
| 5e | Lorena Wiebes         | Pays-Bas    | SD Worx-Protime          | + 3 min 35 s    |
| 6e | Eleonora Gasparrini   | Italie      | UAE Team ADQ             | + 3 min 35 s    |
| 7e | Pfeiffer Georgi       | Royaume-Uni | Team Picnic PostNL       | + 3 min 35 s    |
| 8e | Clara Copponi         | France      | Lidl-Trek                | + 3 min 35 s    |
| 9e | Ilse Pluimers         | Pays-Bas    | AG Insurance-Soudal Team | + 3 min 35 s    |
| 10e | Margot Vanpachtenbeke | Belgique    | VolkerWessels            | + 3 min 35 s    |

## Liste des participants
| Légende | Légende                                                                    | Légende | Légende                                                    |
| ------- | -------------------------------------------------------------------------- | ------- | ---------------------------------------------------------- |
| Num     | Dossard de départ porté par le coureur sur ce Circuit Het Nieuwsblad       | Pos     | Position à l'arrivée de la course                          |
|         | Indique un maillot de champion national ou mondial, suivi de sa spécialité | NP      | Indique un coureur qui n'a pas pris le départ de la course |
| AB      | Indique un coureur qui n'a pas terminé la course                           | HD      | Indique un coureur qui a terminé la course hors des délais |

| SD Worx-Protime SDW | SD Worx-Protime SDW         | SD Worx-Protime SDW |
| ------------------- | --------------------------- | ------------------- |
| Num                 | Coureuse                    | Pos                 |
| 1                   | Lorena Wiebes (NED) (route) | 5e                  |
| 2                   | Mischa Bredewold (NED)      | 39e                 |
| 3                   | Elena Cecchini (ITA)        | 88e                 |
| 4                   | Barbara Guarischi (ITA)     | 118e                |
| 5                   | Marta Lach (POL)            | 107e                |
| 6                   | Femke Markus (NED)          | 55e                 |

| Canyon//SRAM zondacrypto CSZ | Canyon//SRAM zondacrypto CSZ | Canyon//SRAM zondacrypto CSZ |
| ---------------------------- | ---------------------------- | ---------------------------- |
| Num                          | Coureuse                     | Pos                          |
| 11                           | Katarzyna Niewiadoma (POL)   | 37e                          |
| 12                           | Chiara Consonni (ITA)        | 63e                          |
| 13                           | Tiffany Cromwell (AUS)       | 64e                          |
| 14                           | Soraya Paladin (ITA)         | 42e                          |
| 15                           | Alice Towers (GBR)           | 33e                          |
| 16                           | Maike van der Duin (NED)     | 11e                          |

| FDJ-Suez TFS | FDJ-Suez TFS                  | FDJ-Suez TFS |
| ------------ | ----------------------------- | ------------ |
| Num          | Coureuse                      | Pos          |
| 21           | Demi Vollering (NED)          | 3e           |
| 22           | Loes Adegeest (NED)           | 50e          |
| 23           | Elise Chabbey (SUI)           | 29e          |
| 24           | Vittoria Guazzini (ITA)       | NP           |
| 25           | Amber Kraak (NED)             | 67e          |
| 26           | Juliette Labous (FRA) (route) | 21e          |

| AG Insurance-Soudal Team AGS | AG Insurance-Soudal Team AGS | AG Insurance-Soudal Team AGS |
| ---------------------------- | ---------------------------- | ---------------------------- |
| Num                          | Coureuse                     | Pos                          |
| 31                           | Fauve Bastiaenssen (BEL)     | AB                           |
| 32                           | Anya Louw (AUS)              | 117e                         |
| 33                           | Gaia Masetti (ITA)           | 56e                          |
| 34                           | Alexandra Manly (AUS)        | 47e                          |
| 35                           | Ilse Pluimers (NED)          | 9e                           |
| 36                           | Gladys Verhulst (FRA)        | 49e                          |

| Ceratizit Pro Cycling Team CTC | Ceratizit Pro Cycling Team CTC | Ceratizit Pro Cycling Team CTC |
| ------------------------------ | ------------------------------ | ------------------------------ |
| Num                            | Coureuse                       | Pos                            |
| 41                             | Franziska Brauße (GER)         | 97e                            |
| 42                             | Mylène de Zoete (NED)          | 96e                            |
| 43                             | Fariba Hashimi (AFG)           | AB                             |
| 44                             | Daniek Hengeveld (NED)         | 19e                            |
| 45                             | Célia Le Mouël (FRA)           | 102e                           |
| 46                             | Dilyxine Miermont (FRA)        | 77e                            |

| Fenix-Deceuninck FDC | Fenix-Deceuninck FDC          | Fenix-Deceuninck FDC |
| -------------------- | ----------------------------- | -------------------- |
| Num                  | Coureuse                      | Pos                  |
| 51                   | Puck Pieterse (NED)           | 4e                   |
| 52                   | Evy Kuijpers (NED)            | 101e                 |
| 53                   | Flora Perkins (GBR)           | 28e                  |
| 54                   | Carina Schrempf (AUT)         | 26e                  |
| 55                   | Christina Schweinberger (AUT) | 13e                  |
| 56                   | Marthe Truyen (BEL)           | 58e                  |

| Human Powered Health HPH | Human Powered Health HPH    | Human Powered Health HPH |
| ------------------------ | --------------------------- | ------------------------ |
| Num                      | Coureuse                    | Pos                      |
| 61                       | Thalita de Jong (NED)       | 12e                      |
| 62                       | Maggie Coles-Lyster (CAN)   | AB                       |
| 63                       | Ruth Edwards (USA)          | 54e                      |
| 64                       | Romy Kasper (GER)           | 71e                      |
| 65                       | Kathrin Schweinberger (AUT) | AB                       |
| 66                       | Lily Williams (USA)         | 24e                      |

| Lidl-Trek LTK | Lidl-Trek LTK           | Lidl-Trek LTK |
| ------------- | ----------------------- | ------------- |
| Num           | Coureuse                | Pos           |
| 71            | Elisa Balsamo (ITA)     | 31e           |
| 72            | Clara Copponi (FRA)     | 8e            |
| 73            | Lauretta Hanson (AUS)   | 45e           |
| 74            | Ilaria Sanguineti (ITA) | 116e          |
| 75            | Emma Norsgaard (DEN)    | AB            |
| 76            | Ellen van Dijk (NED)    | 30e           |

| Liv AlUla Jayco LIV | Liv AlUla Jayco LIV       | Liv AlUla Jayco LIV |
| ------------------- | ------------------------- | ------------------- |
| Num                 | Coureuse                  | Pos                 |
| 81                  | Letizia Paternoster (ITA) | 60e                 |
| 82                  | Georgia Baker (AUS)       | 82e                 |
| 83                  | Jeanne Korevaar (NED)     | 59e                 |
| 84                  | Amber Pate (AUS)          | 32e                 |
| 85                  | Ruby Roseman-Gannon (AUS) | 15e                 |
| 86                  | Quinty Ton (NED)          | 41e                 |

| Movistar Team MOV | Movistar Team MOV           | Movistar Team MOV |
| ----------------- | --------------------------- | ----------------- |
| Num               | Coureuse                    | Pos               |
| 91                | Marlen Reusser (SUI)        | 40e               |
| 92                | Jelena Erić (SRB) (route)   | 89e               |
| 93                | Sheyla Gutiérrez (ESP)      | 121e              |
| 94                | Liane Lippert (GER)         | 36e               |
| 95                | Ana Vitória Magalhães (BRA) | 65e               |
| 96                | Carys Lloyd (GBR)           | AB                |

| Roland CGS | Roland CGS               | Roland CGS |
| ---------- | ------------------------ | ---------- |
| Num        | Coureuse                 | Pos        |
| 101        | Giulia Giuliani (ITA)    | 110e       |
| 102        | Mia Griffin (IRL)        | 81e        |
| 103        | Elena Pirrone (ITA)      | 44e        |
| 104        | Kaja Rysz (POL)          | 76e        |
| 105        | Sylvie Swinkels (NED)    | AB         |
| 106        | Giorgia Vettorello (ITA) | AB         |

| Team Picnic PostNL TPP | Team Picnic PostNL TPP        | Team Picnic PostNL TPP |
| ---------------------- | ----------------------------- | ---------------------- |
| Num                    | Coureuse                      | Pos                    |
| 111                    | Pfeiffer Georgi (GBR) (route) | 7e                     |
| 112                    | Francesca Barale (ITA)        | 35e                    |
| 113                    | Megan Jastrab (USA)           | AB                     |
| 114                    | Franziska Koch (GER) (route)  | 22e                    |
| 115                    | Elise Uijen (NED)             | AB                     |
| 116                    | Mara Roldan (CAN)             | 91e                    |

| Team Visma \| Lease a Bike TVL | Team Visma \| Lease a Bike TVL | Team Visma \| Lease a Bike TVL |
| ------------------------------ | ------------------------------ | ------------------------------ |
| Num                            | Coureuse                       | Pos                            |
| 121                            | Carlijn Achtereekte (NED)      | 61e                            |
| 122                            | Femke de Vries (NED)           | 62e                            |
| 123                            | Eva van Agt (NED)              | 25e                            |
| 124                            | Nienke Veenhoven (NED)         | 66e                            |
| 125                            | Margaux Vigié (FRA)            | 34e                            |
| 126                            | Sophie von Berswordt (NED)     | 57e                            |

| UAE Team ADQ UAD | UAE Team ADQ UAD          | UAE Team ADQ UAD |
| ---------------- | ------------------------- | ---------------- |
| Num              | Coureuse                  | Pos              |
| 131              | Silvia Persico (ITA)      | 14e              |
| 132              | Alena Amialiusik (BLR)    | 38e              |
| 133              | Elynor Bäckstedt (GBR)    | 115e             |
| 134              | Sofia Bertizzolo (ITA)    | 79e              |
| 135              | Eleonora Gasparrini (ITA) | 6e               |
| 136              | Lara Gillespie (IRL)      | 114e             |

| Uno-X Mobility UXM | Uno-X Mobility UXM              | Uno-X Mobility UXM |
| ------------------ | ------------------------------- | ------------------ |
| Num                | Coureuse                        | Pos                |
| 141                | Susanne Andersen (NOR)          | 84e                |
| 142                | Teuntje Beekhuis (NED)          | 112e               |
| 143                | Maria Giulia Confalonieri (ITA) | 16e                |
| 144                | Marte Berg Edseth (NOR)         | 23e                |
| 145                | Ingvild Gåskjenn (NOR)          | 20e                |
| 146                | Linda Zanetti (SUI)             | 52e                |

| EF Education-Oatly EFC | EF Education-Oatly EFC     | EF Education-Oatly EFC |
| ---------------------- | -------------------------- | ---------------------- |
| Num                    | Coureuse                   | Pos                    |
| 151                    | Nina Berton (LUX)          | 53e                    |
| 152                    | Letizia Borghesi (ITA)     | 18e                    |
| 153                    | Veronica Ewers (USA)       | 75e                    |
| 154                    | Nina Kessler (NED)         | 46e                    |
| 155                    | Sarah Roy (AUS)            | 27e                    |
| 156                    | Babette van der Wolf (NED) | 70e                    |

| VolkerWessels VWT | VolkerWessels VWT           | VolkerWessels VWT |
| ----------------- | --------------------------- | ----------------- |
| Num               | Coureuse                    | Pos               |
| 161               | Valerie Demey (BEL)         | 86e               |
| 162               | Eline Jansen (NED)          | 17e               |
| 163               | Anne Knijnenburg (NED)      | 83e               |
| 164               | Maud Rijnbeek (NED)         | 74e               |
| 165               | Lonneke Uneken (NED)        | 111e              |
| 166               | Margot Vanpachtenbeke (BEL) | 10e               |

| Arkéa-B&B Hotels Women ARK | Arkéa-B&B Hotels Women ARK    | Arkéa-B&B Hotels Women ARK |
| -------------------------- | ----------------------------- | -------------------------- |
| Num                        | Coureuse                      | Pos                        |
| 171                        | Lotte Claes (BEL)             | 1re                        |
| 172                        | Maaike Coljé (NED)            | 100e                       |
| 173                        | Michaela Drummond (NZL)       | AB                         |
| 174                        | Emilia Fahlin (SWE)           | 119e                       |
| 175                        | Maurène Trégouët (FRA)        | 73e                        |
| 176                        | Marjolein van 't Geloof (NED) | 78e                        |

| Cofidis COF | Cofidis COF             | Cofidis COF |
| ----------- | ----------------------- | ----------- |
| Num         | Coureuse                | Pos         |
| 181         | Eugenia Bujak (SLO)     | 120e        |
| 182         | Julie Bego (FRA)        | 80e         |
| 183         | Victoire Berteau (FRA)  | 85e         |
| 184         | Amalie Dideriksen (DEN) | 108e        |
| 185         | Valentine Fortin (FRA)  | 51e         |
| 186         | Nadia Quagliotto (ITA)  | 87e         |

| St Michel-Preference Home-Auber 93 AUB | St Michel-Preference Home-Auber 93 AUB | St Michel-Preference Home-Auber 93 AUB |
| -------------------------------------- | -------------------------------------- | -------------------------------------- |
| Num                                    | Coureuse                               | Pos                                    |
| 191                                    | Alison Avoine (FRA)                    | 109e                                   |
| 192                                    | Lucie Fityus (AUS)                     | 94e                                    |
| 193                                    | Alicia González (ESP)                  | AB                                     |
| 194                                    | Adèle Normand (CAN)                    | AB                                     |
| 195                                    | Elyne Roussel (FRA)                    | 98e                                    |
| 196                                    | Coline Raby (FRA)                      | 105e                                   |

| Winspace Orange Seal WOS | Winspace Orange Seal WOS      | Winspace Orange Seal WOS |
| ------------------------ | ----------------------------- | ------------------------ |
| Num                      | Coureuse                      | Pos                      |
| 201                      | Marie-Morgane Le Deunff (FRA) | 68e                      |
| 202                      | Kiara Lylyk (CAN)             | 93e                      |
| 203                      | Fiona Mangan (IRL) (route)    | AB                       |
| 204                      | Aurela Nerlo (POL)            | 2e                       |
| 205                      | Florence Normand (CAN)        | AB                       |
| 206                      | Constance Valentin (FRA)      | 92e                      |

| Bepink-Imatra-Bongioanni BPK | Bepink-Imatra-Bongioanni BPK | Bepink-Imatra-Bongioanni BPK |
| ---------------------------- | ---------------------------- | ---------------------------- |
| Num                          | Coureuse                     | Pos                          |
| 211                          | Andrea Casagranda (ITA)      | 106e                         |
| 212                          | Beatrice Caudera (ITA)       | 113e                         |
| 213                          | Vittoria Grassi (ITA)        | AB                           |
| 214                          | Nora Jenčušová (SVK) (route) | 103e                         |
| 215                          | Aileen Schweikart (GER)      | 99e                          |
| 216                          | Irene Cagnazzo (ITA)         | AB                           |

| DD Group Pro Cycling DDG | DD Group Pro Cycling DDG   | DD Group Pro Cycling DDG |
| ------------------------ | -------------------------- | ------------------------ |
| Num                      | Coureuse                   | Pos                      |
| 221                      | Britt de Grave (NED)       | 104e                     |
| 222                      | Cleo Kiekens (BEL)         | AB                       |
| 223                      | Julie Stockman (BEL)       | 72e                      |
| 224                      | Yonna Van Dam (NED)        | 90e                      |
| 225                      | Vera Tieleman (NED)        | 95e                      |
| 226                      | Jony van den Eijnden (NED) | AB                       |

| Lotto Ladies LOL | Lotto Ladies LOL         | Lotto Ladies LOL |
| ---------------- | ------------------------ | ---------------- |
| Num              | Coureuse                 | Pos              |
| 231              | Lucy Bénézet Minns (IRL) | AB               |
| 232              | Katrijn De Clercq (BEL)  | 69e              |
| 233              | Mieke Docx (BEL)         | 43e              |
| 234              | Julie Hendrickx (BEL)    | AB               |
| 235              | Anna van Wersch (NED)    | 48e              |
| 236              | Lani Wittevrongel (BEL)  | AB               |

| SD Worx-Protime SDW | SD Worx-Protime SDW         | SD Worx-Protime SDW |
| ------------------- | --------------------------- | ------------------- |
| Num                 | Coureuse                    | Pos                 |
| 1                   | Lorena Wiebes (NED) (route) | 5e                  |
| 2                   | Mischa Bredewold (NED)      | 39e                 |
| 3                   | Elena Cecchini (ITA)        | 88e                 |
| 4                   | Barbara Guarischi (ITA)     | 118e                |
| 5                   | Marta Lach (POL)            | 107e                |
| 6                   | Femke Markus (NED)          | 55e                 |

| Canyon//SRAM zondacrypto CSZ | Canyon//SRAM zondacrypto CSZ | Canyon//SRAM zondacrypto CSZ |
| ---------------------------- | ---------------------------- | ---------------------------- |
| Num                          | Coureuse                     | Pos                          |
| 11                           | Katarzyna Niewiadoma (POL)   | 37e                          |
| 12                           | Chiara Consonni (ITA)        | 63e                          |
| 13                           | Tiffany Cromwell (AUS)       | 64e                          |
| 14                           | Soraya Paladin (ITA)         | 42e                          |
| 15                           | Alice Towers (GBR)           | 33e                          |
| 16                           | Maike van der Duin (NED)     | 11e                          |

| FDJ-Suez TFS | FDJ-Suez TFS                  | FDJ-Suez TFS |
| ------------ | ----------------------------- | ------------ |
| Num          | Coureuse                      | Pos          |
| 21           | Demi Vollering (NED)          | 3e           |
| 22           | Loes Adegeest (NED)           | 50e          |
| 23           | Elise Chabbey (SUI)           | 29e          |
| 24           | Vittoria Guazzini (ITA)       | NP           |
| 25           | Amber Kraak (NED)             | 67e          |
| 26           | Juliette Labous (FRA) (route) | 21e          |

| AG Insurance-Soudal Team AGS | AG Insurance-Soudal Team AGS | AG Insurance-Soudal Team AGS |
| ---------------------------- | ---------------------------- | ---------------------------- |
| Num                          | Coureuse                     | Pos                          |
| 31                           | Fauve Bastiaenssen (BEL)     | AB                           |
| 32                           | Anya Louw (AUS)              | 117e                         |
| 33                           | Gaia Masetti (ITA)           | 56e                          |
| 34                           | Alexandra Manly (AUS)        | 47e                          |
| 35                           | Ilse Pluimers (NED)          | 9e                           |
| 36                           | Gladys Verhulst (FRA)        | 49e                          |

| Ceratizit Pro Cycling Team CTC | Ceratizit Pro Cycling Team CTC | Ceratizit Pro Cycling Team CTC |
| ------------------------------ | ------------------------------ | ------------------------------ |
| Num                            | Coureuse                       | Pos                            |
| 41                             | Franziska Brauße (GER)         | 97e                            |
| 42                             | Mylène de Zoete (NED)          | 96e                            |
| 43                             | Fariba Hashimi (AFG)           | AB                             |
| 44                             | Daniek Hengeveld (NED)         | 19e                            |
| 45                             | Célia Le Mouël (FRA)           | 102e                           |
| 46                             | Dilyxine Miermont (FRA)        | 77e                            |

| Fenix-Deceuninck FDC | Fenix-Deceuninck FDC          | Fenix-Deceuninck FDC |
| -------------------- | ----------------------------- | -------------------- |
| Num                  | Coureuse                      | Pos                  |
| 51                   | Puck Pieterse (NED)           | 4e                   |
| 52                   | Evy Kuijpers (NED)            | 101e                 |
| 53                   | Flora Perkins (GBR)           | 28e                  |
| 54                   | Carina Schrempf (AUT)         | 26e                  |
| 55                   | Christina Schweinberger (AUT) | 13e                  |
| 56                   | Marthe Truyen (BEL)           | 58e                  |

| Human Powered Health HPH | Human Powered Health HPH    | Human Powered Health HPH |
| ------------------------ | --------------------------- | ------------------------ |
| Num                      | Coureuse                    | Pos                      |
| 61                       | Thalita de Jong (NED)       | 12e                      |
| 62                       | Maggie Coles-Lyster (CAN)   | AB                       |
| 63                       | Ruth Edwards (USA)          | 54e                      |
| 64                       | Romy Kasper (GER)           | 71e                      |
| 65                       | Kathrin Schweinberger (AUT) | AB                       |
| 66                       | Lily Williams (USA)         | 24e                      |

| Lidl-Trek LTK | Lidl-Trek LTK           | Lidl-Trek LTK |
| ------------- | ----------------------- | ------------- |
| Num           | Coureuse                | Pos           |
| 71            | Elisa Balsamo (ITA)     | 31e           |
| 72            | Clara Copponi (FRA)     | 8e            |
| 73            | Lauretta Hanson (AUS)   | 45e           |
| 74            | Ilaria Sanguineti (ITA) | 116e          |
| 75            | Emma Norsgaard (DEN)    | AB            |
| 76            | Ellen van Dijk (NED)    | 30e           |

| Liv AlUla Jayco LIV | Liv AlUla Jayco LIV       | Liv AlUla Jayco LIV |
| ------------------- | ------------------------- | ------------------- |
| Num                 | Coureuse                  | Pos                 |
| 81                  | Letizia Paternoster (ITA) | 60e                 |
| 82                  | Georgia Baker (AUS)       | 82e                 |
| 83                  | Jeanne Korevaar (NED)     | 59e                 |
| 84                  | Amber Pate (AUS)          | 32e                 |
| 85                  | Ruby Roseman-Gannon (AUS) | 15e                 |
| 86                  | Quinty Ton (NED)          | 41e                 |

| Movistar Team MOV | Movistar Team MOV           | Movistar Team MOV |
| ----------------- | --------------------------- | ----------------- |
| Num               | Coureuse                    | Pos               |
| 91                | Marlen Reusser (SUI)        | 40e               |
| 92                | Jelena Erić (SRB) (route)   | 89e               |
| 93                | Sheyla Gutiérrez (ESP)      | 121e              |
| 94                | Liane Lippert (GER)         | 36e               |
| 95                | Ana Vitória Magalhães (BRA) | 65e               |
| 96                | Carys Lloyd (GBR)           | AB                |

| Roland CGS | Roland CGS               | Roland CGS |
| ---------- | ------------------------ | ---------- |
| Num        | Coureuse                 | Pos        |
| 101        | Giulia Giuliani (ITA)    | 110e       |
| 102        | Mia Griffin (IRL)        | 81e        |
| 103        | Elena Pirrone (ITA)      | 44e        |
| 104        | Kaja Rysz (POL)          | 76e        |
| 105        | Sylvie Swinkels (NED)    | AB         |
| 106        | Giorgia Vettorello (ITA) | AB         |

| Team Picnic PostNL TPP | Team Picnic PostNL TPP        | Team Picnic PostNL TPP |
| ---------------------- | ----------------------------- | ---------------------- |
| Num                    | Coureuse                      | Pos                    |
| 111                    | Pfeiffer Georgi (GBR) (route) | 7e                     |
| 112                    | Francesca Barale (ITA)        | 35e                    |
| 113                    | Megan Jastrab (USA)           | AB                     |
| 114                    | Franziska Koch (GER) (route)  | 22e                    |
| 115                    | Elise Uijen (NED)             | AB                     |
| 116                    | Mara Roldan (CAN)             | 91e                    |

| Team Visma \| Lease a Bike TVL | Team Visma \| Lease a Bike TVL | Team Visma \| Lease a Bike TVL |
| ------------------------------ | ------------------------------ | ------------------------------ |
| Num                            | Coureuse                       | Pos                            |
| 121                            | Carlijn Achtereekte (NED)      | 61e                            |
| 122                            | Femke de Vries (NED)           | 62e                            |
| 123                            | Eva van Agt (NED)              | 25e                            |
| 124                            | Nienke Veenhoven (NED)         | 66e                            |
| 125                            | Margaux Vigié (FRA)            | 34e                            |
| 126                            | Sophie von Berswordt (NED)     | 57e                            |

| UAE Team ADQ UAD | UAE Team ADQ UAD          | UAE Team ADQ UAD |
| ---------------- | ------------------------- | ---------------- |
| Num              | Coureuse                  | Pos              |
| 131              | Silvia Persico (ITA)      | 14e              |
| 132              | Alena Amialiusik (BLR)    | 38e              |
| 133              | Elynor Bäckstedt (GBR)    | 115e             |
| 134              | Sofia Bertizzolo (ITA)    | 79e              |
| 135              | Eleonora Gasparrini (ITA) | 6e               |
| 136              | Lara Gillespie (IRL)      | 114e             |

| Uno-X Mobility UXM | Uno-X Mobility UXM              | Uno-X Mobility UXM |
| ------------------ | ------------------------------- | ------------------ |
| Num                | Coureuse                        | Pos                |
| 141                | Susanne Andersen (NOR)          | 84e                |
| 142                | Teuntje Beekhuis (NED)          | 112e               |
| 143                | Maria Giulia Confalonieri (ITA) | 16e                |
| 144                | Marte Berg Edseth (NOR)         | 23e                |
| 145                | Ingvild Gåskjenn (NOR)          | 20e                |
| 146                | Linda Zanetti (SUI)             | 52e                |

| EF Education-Oatly EFC | EF Education-Oatly EFC     | EF Education-Oatly EFC |
| ---------------------- | -------------------------- | ---------------------- |
| Num                    | Coureuse                   | Pos                    |
| 151                    | Nina Berton (LUX)          | 53e                    |
| 152                    | Letizia Borghesi (ITA)     | 18e                    |
| 153                    | Veronica Ewers (USA)       | 75e                    |
| 154                    | Nina Kessler (NED)         | 46e                    |
| 155                    | Sarah Roy (AUS)            | 27e                    |
| 156                    | Babette van der Wolf (NED) | 70e                    |

| VolkerWessels VWT | VolkerWessels VWT           | VolkerWessels VWT |
| ----------------- | --------------------------- | ----------------- |
| Num               | Coureuse                    | Pos               |
| 161               | Valerie Demey (BEL)         | 86e               |
| 162               | Eline Jansen (NED)          | 17e               |
| 163               | Anne Knijnenburg (NED)      | 83e               |
| 164               | Maud Rijnbeek (NED)         | 74e               |
| 165               | Lonneke Uneken (NED)        | 111e              |
| 166               | Margot Vanpachtenbeke (BEL) | 10e               |

| Arkéa-B&B Hotels Women ARK | Arkéa-B&B Hotels Women ARK    | Arkéa-B&B Hotels Women ARK |
| -------------------------- | ----------------------------- | -------------------------- |
| Num                        | Coureuse                      | Pos                        |
| 171                        | Lotte Claes (BEL)             | 1re                        |
| 172                        | Maaike Coljé (NED)            | 100e                       |
| 173                        | Michaela Drummond (NZL)       | AB                         |
| 174                        | Emilia Fahlin (SWE)           | 119e                       |
| 175                        | Maurène Trégouët (FRA)        | 73e                        |
| 176                        | Marjolein van 't Geloof (NED) | 78e                        |

| Cofidis COF | Cofidis COF             | Cofidis COF |
| ----------- | ----------------------- | ----------- |
| Num         | Coureuse                | Pos         |
| 181         | Eugenia Bujak (SLO)     | 120e        |
| 182         | Julie Bego (FRA)        | 80e         |
| 183         | Victoire Berteau (FRA)  | 85e         |
| 184         | Amalie Dideriksen (DEN) | 108e        |
| 185         | Valentine Fortin (FRA)  | 51e         |
| 186         | Nadia Quagliotto (ITA)  | 87e         |

| St Michel-Preference Home-Auber 93 AUB | St Michel-Preference Home-Auber 93 AUB | St Michel-Preference Home-Auber 93 AUB |
| -------------------------------------- | -------------------------------------- | -------------------------------------- |
| Num                                    | Coureuse                               | Pos                                    |
| 191                                    | Alison Avoine (FRA)                    | 109e                                   |
| 192                                    | Lucie Fityus (AUS)                     | 94e                                    |
| 193                                    | Alicia González (ESP)                  | AB                                     |
| 194                                    | Adèle Normand (CAN)                    | AB                                     |
| 195                                    | Elyne Roussel (FRA)                    | 98e                                    |
| 196                                    | Coline Raby (FRA)                      | 105e                                   |

| Winspace Orange Seal WOS | Winspace Orange Seal WOS      | Winspace Orange Seal WOS |
| ------------------------ | ----------------------------- | ------------------------ |
| Num                      | Coureuse                      | Pos                      |
| 201                      | Marie-Morgane Le Deunff (FRA) | 68e                      |
| 202                      | Kiara Lylyk (CAN)             | 93e                      |
| 203                      | Fiona Mangan (IRL) (route)    | AB                       |
| 204                      | Aurela Nerlo (POL)            | 2e                       |
| 205                      | Florence Normand (CAN)        | AB                       |
| 206                      | Constance Valentin (FRA)      | 92e                      |

| Bepink-Imatra-Bongioanni BPK | Bepink-Imatra-Bongioanni BPK | Bepink-Imatra-Bongioanni BPK |
| ---------------------------- | ---------------------------- | ---------------------------- |
| Num                          | Coureuse                     | Pos                          |
| 211                          | Andrea Casagranda (ITA)      | 106e                         |
| 212                          | Beatrice Caudera (ITA)       | 113e                         |
| 213                          | Vittoria Grassi (ITA)        | AB                           |
| 214                          | Nora Jenčušová (SVK) (route) | 103e                         |
| 215                          | Aileen Schweikart (GER)      | 99e                          |
| 216                          | Irene Cagnazzo (ITA)         | AB                           |

| DD Group Pro Cycling DDG | DD Group Pro Cycling DDG   | DD Group Pro Cycling DDG |
| ------------------------ | -------------------------- | ------------------------ |
| Num                      | Coureuse                   | Pos                      |
| 221                      | Britt de Grave (NED)       | 104e                     |
| 222                      | Cleo Kiekens (BEL)         | AB                       |
| 223                      | Julie Stockman (BEL)       | 72e                      |
| 224                      | Yonna Van Dam (NED)        | 90e                      |
| 225                      | Vera Tieleman (NED)        | 95e                      |
| 226                      | Jony van den Eijnden (NED) | AB                       |

| Lotto Ladies LOL | Lotto Ladies LOL         | Lotto Ladies LOL |
| ---------------- | ------------------------ | ---------------- |
| Num              | Coureuse                 | Pos              |
| 231              | Lucy Bénézet Minns (IRL) | AB               |
| 232              | Katrijn De Clercq (BEL)  | 69e              |
| 233              | Mieke Docx (BEL)         | 43e              |
| 234              | Julie Hendrickx (BEL)    | AB               |
| 235              | Anna van Wersch (NED)    | 48e              |
| 236              | Lani Wittevrongel (BEL)  | AB               |

## Organisation
Flanders Classics organise la course.